# کومیکو آکیوشی
کومیکو آکیوشی (انگلیسی: Kumiko Akiyoshi؛ زادهٔ ۲۹ ژوئیهٔ ۱۹۵۴) یک هنرپیشه اهل ژاپن است.